# Liste der Monuments historiques in Montceaux-lès-Meaux
Die Liste der Monuments historiques in Montceaux-lès-Meaux führt die Monuments historiques in der französischen Gemeinde Montceaux-lès-Meaux auf.

## Liste der Bauwerke
| Bezeichnung       | Beschreibung | Standort              | Kennzeichnung | Schutzstatus | Datum | Bild           |
| ----------------- | ------------ | --------------------- | ------------- | ------------ | ----- | -------------- |
| Schloss Montceaux |              | 2, rue de Lizy (Lage) | PA00087113    | Classé       | 2005  | weitere Bilder |

## Liste der Objekte
Zum Verständnis siehe: Kirchenausstattung
- Monuments historiques (Objekte) in Montceaux-lès-Meaux in der Base Palissy des französischen Kultusministeriums